# The Tusk
The Tusk (englisch für Der Stoßzahn) ist ein markanter, spitzer und 460 m hoher Berg aus weißem Marmorgestein in der antarktischen Ross Dependency. An der Dufek-Küste ragt er 2,5 km südlich des Mount Henson im östlichen Teil der Mayer Crags an der Westflanke der Mündung des Liv-Gletschers in das Ross-Schelfeis auf.
Die Südgruppe einer von 1963 bis 1964 durchgeführten Kampagne der New Zealand Geological Survey Antarctic Expedition gab ihm seinen deskriptiven Namen.